# Pino Torinese
Pino Torinese és un comune (municipi) de la ciutat metropolitana de Torí, a la regió italiana del Piemont, situat a uns 6 quilòmetres al sud-est de Torí. A 1 de gener de 2019 la seva població era de 8.402 habitants.
Pino Torinese limita amb els següents municipis: Turin, Baldissero Torinese, Chieri, Pecetto Torinese i Cambiano.
Dins el municipi hi ha l'Observatori de Torí, fundat el 1759.